# Carmenta laurelae
Carmenta laurelae là một loài bướm đêm thuộc họ Sesiidae. Nó được miêu tả bởi Brown, Eichlin và Snow năm 1985, và được tìm thấy ở Florida, Hoa Kỳ.
Chiều dài cánh trước là 9–10 mm.